# موزه آشیان
موزه آشیان (ترکی استانبولی: Aşiyan Müzesi) خانهٔ شاعر نام‌آور ترکیه‌ای، توفیق فکرت (۱۸۶۷–۱۹۱۵) در محله آشیان منطقه بشیکتاش استانبول است. این خانه در سال ۱۹۰۶ ساخته شد و توفیق فکرت تا مرگش در ۱۹۱۵، در آن زندگی می‌کرد. در ۱۹۴۵ شهرداری استانبول خانه را خرید و به موزه تبدیلش کرد.